# Socijalizam 21. veka
Socijalizam 21. veka (šp. Socialismo del siglo XXI) je tumačenje socijalističkih principa koje je prvi zagovarao nemački socilog Hajnc Diterih, a prihvatili su ga brojni latinoamerički lideri. Diterih je 1996. godine tvrdio da i industrijski kapitalizam slobodnog tržišta i socijalizam 20. veka u obliku marksizma-lenjinizma nisu uspeli da reše hitne probleme čovečanstva kao što su siromaštvo, glad, eksploatacija rada, ekonomsko ugnjetavanje, seksizam, rasizam, uništavanje prirodnih resursa i odsustvo istinske participativne demokratije. Socijalizam 21. veka ima demokratske socijalističke elemente, ali takođe podseća na marksistički revizionizam.
Među lidere koji se zalažu za ovaj oblik socijalizma spadaju Ugo Čavez iz Venecuele, Nestor Kiršner iz Argentine, Rafael Korea iz Ekvadora, Evo Morales iz Bolivije i Luiz Inasio Lula da Silva iz Brazila. Zbog lokalnih jedinstvenih istorijskih uslova, socijalizmu 21. veka često se suprostavlja prethodna primena socijalizma u drugim zemljama, s velikom razlikom u naporu ka decentralizovanijem i participativnijem procesu planiranja.

## Postulati
Prema Diterihu, ovaj oblik socijalizma je revolucionaran po tome što je postojeće društvo izmenjeno tako da se kvalitativno razlikuje, ali sam proces treba da bude postepen i nenasilan, koristići participativu demokratiju za za osiguaravanje moći, obrazovanje, naučna saznanja o društvu i međununardno saradnju. Diterih predlaže četiri osnovne institucije u okviru nove stvarnosti postkapitalističke civilizacije:
- Ekonomija ekvivalencije zasnovana na marksističkoj teoriji rada i demokratski je određena od strane onih koji direktno stvaraju vrednost umesto tržišno-ekonomskih principa
- Demokratija većina uz referendume za odlučivanje o važnim društvenim pitanjima
- Osnovna državna demokratija sa odgovarajućom zaštitom manjinskih prava
- Građani koji su odgovorni, racionalni i samoopredeljeni